# ラブライブ!スーパースター!!
『ラブライブ！スーパースター!!』は、KADOKAWA（アスキー・メディアワークスブランド）、ランティス（バンダイナムコミュージックライブ）、サンライズ（バンダイナムコフィルムワークス）の3者によるプロジェクト「ラブライブ!シリーズ」の第4作。

## 概要
架空の学校・私立結ヶ丘女子高等学校を舞台に活躍するスクールアイドルグループ・Liella!（リエラ）を主人公としたシリーズ第4作。第2作『ラブライブ!サンシャイン!!』から原案は公野櫻子、テレビアニメのシリーズ構成は花田十輝が続投している一方、テレビアニメの監督は京極尚彦が、音楽は藤澤慶昌が第1作『ラブライブ!』から再登板した他、キャラクターデザインは斎藤敦史が、シリーズで初めて同役職を担当する。
シリーズ初の試みとして、プロジェクト発表時点でテレビアニメ化を発表したこと、主人公が通う学校の校名や、メンバーを演じる声優を一般公募で決めること、そして学校が新設校という設定であることから主人公グループの初期メンバー全員が高校1年生で、メンバー総数が5人であること、作中においてキャラクターが進級する描写があること（それにより、初期メンバーの一学年下の世代が入学、新入生がメンバーに加入）が挙げられる。また、過去作ではテレビアニメ以外の媒体でも長編ストーリーが展開されていたが、本作ではテレビアニメでのみ展開されている。
本記事では、プロジェクト開始から2期生が加入が発表されるまでの2022年4月27日までを「第1期」、2期生のキャラクターが発表されてからを「第2期」、3期生のキャラクターが発表されてからを「第3期」とする（テレビアニメ版の記述についてはその限りではない）。

## 略歴
キャストとしての活動はLiella!#略歴を参照。

### 第1期
2020年1月19日、イベント『ラブライブ!フェス』にてプロジェクトがタイトル非公開で発表。同月28日、キャスト1名を決める一般公募オーディションの開催を発表。3月13日、ティザービジュアルを発表し、一般公募オーディションの一次募集を開始。同月16日からは、物語の主舞台となる学校の校名公募企画を開始した。5月15日、メインメンバー5人の名前・ビジュアルを発表。同月18日には、主舞台となる学校の名前が「結ヶ丘女子高等学校」に決まったことは発表された。7月14日、タイトルが『ラブライブ!スーパースター!!』であることが発表され、主人公たちが結成するグループ名の公募企画が始まり、9月16日に「Liella!」に決定したことが発表された。12月14日、先述の一般公募オーディション合格者を含むメインキャスト5名と、1stシングル発売決定を発表。
2021年1月、キャストによる初の生放送番組を配信。2月にはテレビアニメ版が約5か月後の7月放送開始であることを発表した。4月、1stシングルを発売。7月から10月にかけて、テレビアニメ版第1期放送。放送終了後の10月末から1月にかけて1stライブツアーを、3月から6月にかけて2ndライブツアーを開催。

### 第2期
2ndライブツアー中の2022年4月28日に、Liella!に加入する新キャラクター4名こと「2期生」が発表され、翌5月12日に2期生を演じるキャスト4名が発表された（これに伴い、初期メンバー5名は「1期生」と呼ばれるようになる）。6月、生放送に2期生キャストが初めて出演し、同月開催のファンミーティングツアーにも出演した。7月から10月にかけてテレビアニメ2期を放送。最終回にてテレビアニメ3期製作と3期生加入が発表された。12月から2023年3月にかけて3rdライブツアーを開催した。
2023年3月5日開催の3rdライブ千秋楽にて、3期生のキャラクター発表を4月28日に行うと発表した。

### 第3期
2023年4月28日発売の『LoveLive!Days』2023年6月号にて、3期生となるキャラクター2名と、この2名を含む11名による3つのグループ内ユニットの結成、そのユニットの名前を決める公募企画の実施が発表された。6月11日放送の生配信番組にて3期生のキャストとグループ内ユニットのユニット名が発表された。8月から9月にかけて4thライブツアー、2024年1月から2月にかけて5thライブツアーを開催。同年10月から12月にかけてテレビアニメ3期を放送。

## ストーリー
新設校の私立結ヶ丘女子高等学校に、初めての入学生がやってきた。歴史も先輩も知名度もない学校で、澁谷かのんたち5人の生徒はそれぞれの夢を叶えるため、「みんなで叶える物語（スクールアイドルプロジェクト）」を始める。

## 登場人物

### 結ヶ丘女子高等学校
表参道・原宿・青山の3つの街のはざまにある新設校。校舎を含めた敷地自体は、かつて廃校になった神宮音楽学校のものを再利用している。愛称は「結女（ゆいじょ）」。新設校であるため、第1期時点で在籍する生徒は全て1回生・高校1年生である。

#### Liella!（リエラ）
本作の主人公グループ。結ヶ丘女子高等学校に通うかのん達5名の生徒が結成したスクールアイドルグループ。グループ名は「結ヶ丘」から「結ぶ・繋ぐ」を意味するフランス語の「lier」と、「内面的な輝き」を意味するスペイン語の「brillante」を融合したものが由来。
アニメ版における校内での所属部活動は、活動開始当初（3話まで：可可+かのん）は無所属、理事長判断の特例で設立を認められた当初（4話から8話前半まで：かのん・可可+すみれ+千砂都）は「スクールアイドル同好会」、恋が加わり5人揃った後の学園祭時（8話後半から）には「スクールアイドル部」となっている。かのんと可可の2人だけの時は「クーカー」というユニット名で活動していた。

##### 1期生
2022年5月に2期生が登場することが発表されたことを機に、初期メンバー5人は「1期生」と区別されることになった。それ以前は高校1年生、2期生登場以降は高校2年生、3期生登場以降は高校3年生となる。
澁谷 かのん（しぶや かのん）
声 - 伊達さゆり
誕生日：5月1日 / 血液型：A型 / 身長159cm
本作の主人公。高校1→2→3年生。一人称は「私」。可可達のことは名前にちゃん付けで呼ぶ。家族は妹と母、翻訳家の父とスペイン人の祖母がいる他、ペットとしてコノハズクのマンマル（声 - 麦穂あんな）を飼っている。実家は喫茶店を経営しており、自身も店を手伝っているため、ラテアートが得意である。カフェオレや焼きリンゴが好物。歌を聴くことが好きで、ギターも弾く。急なことや予想外のことに驚いたりとメンタルが弱いところがあるが、いざとなれば強く言い返したり、幼少の頃には幼馴染の千砂都をいじめから助けたりと意外に気が強い一面も併せ持っている。歌の才能はそれなりにあり、グループ内でも高い実力を持つが、極度のあがり症なため人前に立つことはおろか人前で歌うのが苦手である。
結ヶ丘の音楽科を受験するも落ちてしまい、普通科に入学する。登校途中で歌っていたのを可可に聞かれ、歌声に感動した彼女からしつこくスクールアイドル活動に誘われることになり、何度も断っていたが、可可の情熱に打たれ、当初は部員探しという形で協力する。その後、再び可可に誘われ、尚も「自分にも他人にも失望されるのはもう嫌」と拒絶してしまうが、可可の「歌えるようになるまで応援する」という言葉に再び心を打たれ、自問自答した末にスクールアイドルになることを決意し、スクールアイドル同好会に入部する。また、多少ながらも人前で歌えるようになった。
2期第7話では、恋の生徒会での仕事を支えたいという思いから、生徒会副会長に就任した。
3期第1話では、ウィーン国立音楽学校に留学するため旅立つ予定だったが、マルガレーテに中止を告げられる。理事長から説明を受けた後、延期を余儀なくされた。その後はLiella!には戻らず、ライバルとして切磋琢磨するため新スクールアイドル部に入部し、マルガレーテと冬毬の3人で「トマカノーテ」を結成した。上海のスクールアイドルフェスティバルではシークレットゲストとして参加し、学園祭の対決ライブではLiella!に勝負を挑む。これを機にマルガレーテとLiella!が、冬毬と夏美がそれぞれ和解したことでトマカノーテは正式に解散し、Liella!に復帰を果たした。
最終回では、結ヶ丘を卒業し、最後のライブを披露し、ウィーン国立音楽学校があるオーストリアへ旅立った。
唐 可可（タン クゥクゥ）
声 - Liyuu
誕生日：7月17日 / 血液型：O型 / 身長159cm
高校1→2→3年生。上海市出身の中国人で、スクールアイドル活動の発起人。一人称は「可可」。かのん達のことは名前に呼び捨て、恋は「レンレン」、きな子は「きなきな」とあだ名で呼ぶ（ただし、初対面に対しては名前にさん付けで呼ぶ）。普段は気さくな言葉遣いをするが、機嫌が悪いと口調が荒くなる。日本語は、検定1級（N1）を合格しているレベルに堪能。カタコトで話し、語尾に「〜デス」、「〜マス」をつける。家族は母と姉がいる。好物はチョコバナナとナポリタン。かわいい衣装が好きで、衣装作りや古着のリメイク、舞台道具作りが得意。趣味はコスプレ。勉強はでき華やかさを持つが、体育が苦手で、運動ではすぐにバテてしまう程にスタミナがない。スクールアイドル「Sunny Passion」の大ファンでもある。
スクールアイドルに憧れており、日本でスクールアイドルとしての結果を出せなければ帰国をするという約束で母の故郷である日本に引っ越し、入学後はスクールアイドル活動を始める。また、すみれから「アマチュアスクールアイドル」と言われたことを根に持ち、彼女が同好会に入部した後も度々憎まれ口を叩いているものの、共に練習を重ねていくうちに徐々に仲を深める。地区予選ではセンターに抜擢された彼女を当初は良しとしなかったものの、かのんとの会話ですみれの心情を察し、さらに彼女の努力し続ける姿を見て彼女を認め、センターを任せることを決意し衣装とティアラを制作し、互いに名前で呼び合うようになった。
3期最終回では、結ヶ丘を卒業し、北京の大学で通いながら、歌手の道を極める為にすみれと共に芸能事務所のオーディションに合格し、旅立った。
嵐 千砂都（あらし ちさと）
声 - 岬なこ
誕生日：2月25日 / 血液型：B型 / 身長155cm
高校1→2→3年生。かのんの幼馴染で、かのんからは「ちぃちゃん」と呼ばれている。一人称は「私」。かのん達のことは名前にちゃん付けで呼ぶ。明るく、初対面の人でも仲良くなれる。丸い物が好きで、かのんが飼っているマンマルの丸さに見惚れている。たこ焼きも好きであり、たこ焼き屋でアルバイトをしている。ダンスが得意で、グループ内ではダンス担当を務めている。たまにラップを披露することがある。2期第4話ではスクールアイドル同好会の部長に就任している。
幼少の頃にいじめられた際にかのんに助けられたことがきっかけで弱い自分を変え、かのんの横に立つためにかのんができないことを1人で出来るようになることとかのんの歌のように夢中になれるものを見つけることを誓い、結果ダンスを始める。落ちたかのんとは違い、音楽科に受かっており、普通科のまま入学したかのんとは別々であったが、スクールアイドル活動を始めたかのんに頼まれ、かのんと可可のダンスの練習に付き合うなど最初は2人をサポートするだけの立場に回った。その過程でかのんや可可からスクールアイドルに誘われるが、スクールアイドルへの興味はあるものの、ダンスで成果を出すまではという思いでスクールアイドル同好会への入部を断り続けた。そして、出場が決まったダンスの大会の目前には優勝できなければ退学して海外へのダンス留学、もし優勝したらスクールアイドルに専念するため普通科への転科という決心を固めており、それでも最初は不安になっていたが、全てを知ったかのんの励ましと後押しもあって優勝した。その後は普通科へと転科し、スクールアイドル同好会に入部する。
3期第11話では、プロダンサーのオーディションに合格し、最終回では、結ヶ丘を卒業し、プロダンサーを目指す為に旅立った。
平安名 すみれ（へあんな すみれ）
声 - ペイトン尚未
誕生日：9月28日 / 血液型：AB型 / 身長161cm
高校1→2→3年生。一人称は「私」。かのん達のことは名前に呼び捨てで呼ぶ。実家は学校近所にある由緒正しい神社で、得意教科が国語や日本史であるなど和に精通している。家族は妹がいる。自身を「ギャラクシーカリスマ」と称しており、決め台詞の「ギャラクシー」の他、「○○ったら○○」と繰り返し強調するような台詞も使う。高飛車な性格だが、人の悲しみを理解できる優しい面も併せ持つ。卵かけご飯や緑茶が好物。料理や自撮りが得意であり、動画配信なども行っている。
幼い頃からショウビジネスの世界で生きており、主役を取るため努力も惜しむことなく続けているが、常に脇役に抜擢され続けてきたことにコンプレックスを抱いていたが、そんな時にかのん達がスクールアイドルの大会に出ているところを目撃し、「スクールアイドルであれば主役に立てて人気も集められる」と考え、スクールアイドルに興味を持ち、同好会への入部を申し出る。「センターになれない」と知るや否や一度は入部を止めてしまうが、後に千砂都の言葉と自身の過去に共感したかのんから「センターが欲しいなら奪いに来てよ」と説得されたことでスクールアイドルになることを決意し、改めてスクールアイドル同好会に入部する。また、入部前にかのん達のことをアマチュアスクールアイドルと言ったことがきっかけで可可から根に持たれており、入部以降も名前で呼ばれることなく憎まれ口を叩かれているものの、共に練習を重ねていくうちに徐々に仲を深めていく。ラブライブ地区予選の課題であるラップが得意だったためセンターに抜擢されるも、センターに立つ恐怖心、失敗すれば可可が帰国してしまうかもしれないプレッシャー、過去に最後は脇役に選ばれた経験、そして学校の生徒からもセンターには相応しくないのではという意見もあり、自らセンターを退こうとする。しかし、必死に努力している影の一面を見ていた可可とのやり取りで地区予選のセンターを務めることを決意し、可可と名前で呼び合う仲となる。
3期最終回では、結ヶ丘を卒業し、女優の道を極める為に芸能事務所のオーディションに合格し、可可と共に旅立った。
葉月 恋（はづき れん）
声 - 青山なぎさ
誕生日：11月24日 / 血液型：A型 / 身長163cm
高校1→2→3年生。結ヶ丘創設者である葉月花の娘。一人称は「わたくし」。かのん達のことは名前にさん付けで呼ぶ（ただし、最初は名字にさん付けで呼んでいた）。母親に似て、頑固な面もあるが、礼儀正しく落ち着いた物腰から、周りの生徒からの人気は高い。学校近くの広い一軒家で暮らしている。家族は亡くなった母を除いて父がいるが、現在は仕事の関係で家を出て海外に住んでいるため一緒には暮らしておらず、今はメイドのサヤと暮らしている他、大型犬のチビ（声 - 麦穂あんな）を飼っている。幼い頃から多くの習い事をしてきており、乗馬を趣味とし、ピアノやフィギュアスケートもこなす。他人との会話は苦手で、時間は有効活用すべきだと考えている。第7話では生徒会長選挙で「普通科にも配慮する」という公約ですみれに勝利し、生徒会長に就任している。
亡き母の一件により「母はスクールアイドル活動に後悔しているのではないか」と考えており、そのためスクールアイドルには否定的な考えを持ち、度々かのん達のスクールアイドル活動を反対し、学校内でもスクールアイドルとは関わらない音楽科に重きを置いていた。しかし、母が残した手紙を見て母の真意を知り、スクールアイドルに対するわだかまりは解ける。それでもかのん達に冷たくしてきた後ろめたさからスクールアイドルになることに戸惑いを見せていたが、最終的にはかのんの説得で心を動かされ、スクールアイドルになることを決意し、スクールアイドル同好会に入部する。その後、普通科の生徒とも和解し、学科による制服の違いを廃止したことで音楽科の生徒ながらも普通科の制服を着用するようになる。また、後に地区予選を突破したことにより入学希望者を大幅に増やすことに成功し、結ヶ丘に必要な資金を父から援助してもらえるようになった。
2期では、第7話ではTVゲームに興味を持つようになり、父から贈られて来た数が余りにも多過ぎた挙げ句に自身もゲーム廃人状態に陥るがメイの励ましにより、かのん達に打ち明けた。
3期最終回では、結ヶ丘を卒業し、母の意思を継ぎ、創り上げた母校の運営を学ぶ為に大学へ旅立った。

##### 2期生
2022年5月に加入が発表された追加メンバー。テレビアニメ版にも2期から登場する。かのん達1期生の1学年下の後輩。
桜小路 きな子（さくらこうじ きなこ）
声 - 鈴原希実
誕生日：4月10日 / 血液型：O型 / 身長159cm
高校1→2年生。一人称は「きな子」。かのん達のことは名前に先輩付け、メイ達のことは名前にちゃん付けで呼ぶ(ただし、最初は名字にさん付け、また夏美のことはもらった名刺に記されていたCEOから取って「CEO」と呼んでいた)。語尾に「〜っす」を付けて話す。家族は母がいる。実家はペンションを経営している。北海道出身であり、田舎からやってきた故に東京を「ヒルズ族」と発言したり、行きたい場所を探して歩けば変なところに辿り着いてしまうなど都会には慣れていない。昔から体力がなく、足が極端に遅かったり、かのん達の動きにもついていけない程である。
結ヶ丘女子高等学校入学と同時に上京してきたが、下宿先に向かう途中で迷子になり、たまたま学校に迷い込んだ際にかのん達と出会い、彼女らと接点を持つと共に今まで知らなかったスクールアイドルの存在を知ることになる。かのんからスクールアイドルに誘われ、スクールアイドルに興味がある素振りを見せつつも自分には無理だと考え、迷いを見せていたものの、夏美の言葉と四季の半強制的な後押しもあってスクールアイドルになることを決意し、スクールアイドル部に入部する。第8話では、生徒会の結成時にてかのんに頼まれて、生徒会書記に就任した。
3期第10話では、恋に頼まれて、彼女の後任として次期生徒会長に任命され、最終回では、正式に就任した。
米女 メイ（よねめ めい）
声 - 薮島朱音
誕生日：10月29日 / 血液型：A型 / 身長155cm
高校1→2年生。一人称は「私」。かのん達のことは名前に先輩付け、きな子達のことは名前に呼び捨てで呼ぶ。男口調で話す。目付きが悪く、それが原因で幼少期より周りから怖がられ、友人関係で苦労したことから自分の容姿が嫌い。また、「かわいい」と言われ慣れていないようで、その言葉を否定している。かなりのアイドルオタクであり、スクールアイドルの知識はそれなりに持っている他、特に隠れてかのん達の練習を覗き見たり、彼女達を目にしただけで興奮したり、ライブを目にした際にも嬉し涙を流したり、グッズを買い揃えていたりと、かのん達Liella!の熱狂的な大ファンでもある。四季とは中学時代からの知り合いであり、いつも1人でいる四季を気にかけるようにさりげなく話しかけたことがきっかけで彼女と良く話すようになっている。
かのん達に憧れて自分もスクールアイドルになるために結ヶ丘女子高等学校に入学するも、目付きと口が悪い自分にはスクールアイドルは向いてないと思っていること、1人でいる四季のことを心配していることもあり、当初は四季に促されてもかのん達に誘われても断り続けていたが、四季から話を聞いたかのんに諭されたことにより心を動かされ、スクールアイドルになることを決意し、その際に体験入部を通じてスクールアイドルに興味を示しつつある四季を説得して誘い、彼女と共にスクールアイドル部に入部する。
3期最終回では、かのん達が卒業に伴いスクールアイドル部の部長に任命した。
若菜 四季（わかな しき）
声 - 大熊和奏
誕生日：6月17日 / 血液型：B型 / 身長161cm
高校1→2年生。一人称は「私」。かのん達のことは名前に先輩付け、きな子達は名前にちゃん付け、メイのことは名前に呼び捨てで呼ぶ。騒がしいのが苦手。好きな言葉に「沈黙は金」を挙げているようにあまり多くを語りたがらない。スクールアイドル部と化学部を掛け持ちしている。手先が器用であり、様々な発明品を作っている。メイとは中学時代からの知り合いであり、いつも1人でいたところをメイに話しかけられたことがきっかけで彼女と良く話すようになっている。
スクールアイドルになることを躊躇い続けるメイをその気にさせるためスクールアイドル部に体験入部をするが、自身はスクールアイドルになる気はないことをかのん達に伝えるも、体験入部を通じてスクールアイドルに興味を示しており、後にかのんの言葉でスクールアイドルになることを決めたメイに説得された上で誘われたことによりスクールアイドルになることを決意し、彼女と共にスクールアイドル部に入部する。
3期最終回では、かのん達が卒業に伴いメイの頼まれ、スクールアイドル部の副部長に任命した。
鬼塚 夏美（おにつか なつみ）
声 - 絵森彩
誕生日：8月7日 / 血液型：AB型 / 身長152cm
高校1→2年生。一人称は「私」。茨城県牛久市出身。家族は妹の冬毬がいる。かのん達のことは名前に先輩付け、きな子達のことは名前にさん付けで呼ぶ。口癖は決め言葉で愛称の『オニナッツー!』である。語尾に「〜ですの」と付けて話す。お金のことを「マニー」と呼んでいる。以前から動画配信サイト「エルチューブ」に動画配信者（エルチューバー）として活動しているが、動画での収益が足りないとそれを補うためにいくつかアルバイトをしている。
動画の再生数が伸びずに悩んでいたところをLiella!の人気を知り、宣伝のためと偽ってかのん達を利用し、動画の再生数を稼いでいたが、すみれや四季に見抜かれてしまう。きな子達の北海道での合宿の際には動画撮影の目的で同行するが、そこでかつては様々な夢を掲げていたが、度重なる失敗によりほとんどの夢を諦め、いつしかお金だけを稼ぐしかないと感じ、お金を稼ぐことに執着するようになったことが明らかになり、夢が持てない自分に対して落ち込んでいたが、合宿の最中に用事で北海道にやって来たかのんからスクールアイドルに誘われ、断ろうとするも、彼女からかつて音楽科に落ちたことの失敗談を聞かされた上でかのんに言われるままダンスを踊るうちにスクールアイドルの楽しさを知り、またかのんに諭された末に新しい夢を見つけたことによりスクールアイドルになることを決意し、スクールアイドル部に入部する。
3期第2話では、妹の冬毬が入学して来た事を知り、驚愕した。第4話では、幼い頃は努力家で何度でもチャレンジするくらいに仲が良かった。

##### 3期生
2023年4月に加入が発表された追加メンバー。テレビアニメ版にもマルガレーテがライバルとして2期に先行登場。かのん達1期生の2学年下の後輩。
ウィーン・マルガレーテ
声 - 結那
誕生日：1月20日 / 血液型：A型 / 身長161cm
中学3年生→高校1年生。加入前に2期第2話より登場した。
自分の実力を鼻にかけ、公衆の面前で平然と他人を見下す、傲慢な性格。一方で、ライバルであるかのんの自宅に招かれたときは礼儀正しく振舞う一面を見せる。
有名な音楽一家の両親と姉達を持つ、オーストリア出身の才女。首都のウィーン国立音楽学校に編入受験に落ちて、入学の条件としてラブライブ!優勝を課されたために来日。かのん達の前に姿を現し、代々木スクールアイドルフェスティバルで優勝候補だったLiella!を押さえて優勝した。その後、年度途中の9月にインターナショナルスクールに入学し、第9話では、ラブライブ!東京地区予選ではSunny Passionを実力で破り勝利を収めるも、第11話では、東京本選にて成長したLiella!に完全敗北し、編入受験の条件を満たすことができなかった。しかし、かのんの実力を見出した自分の家族から「かのんがウィーン国立音楽学校に留学すれば、彼女に学ぶという形で、抱き合わせで編入を可とする」と言われ、乗り気でないながらもかのんに留学を提案する。その後、ラブライブ!決戦で優勝するLiella!を見届ける。第12話では、この春、新年度となった結ヶ丘に同校の制服を着てかのんたちの前に現れ、かのんの留学が中止になったことを一方的に告げた。
3期第1話では、家族からの正式な依頼により、結ヶ丘に入学。それと同時にLiella!をライバル宣言した。第2話では、新スクールアイドル部を創設し、加入したかのんと冬毬の3人で「トマカノーテ」を結成した。第6話では、上海のスクールアイドルフェスティバルではシークレットゲストとして参加したのち冬毬との親密を深め、第8話では、学園祭の対決ライブではLiella!の打倒を制し、わだかまりが解け、遂に和解した。それに伴い、スクールアイドル部に入部した。第11話では、冬毬に結ヶ丘に残ってLiella!を続けほしいと頼まれるが故郷へ戻る為、一度は断った。最終回では、かのん達の卒業式に立ち会い、冬毬に押し切られて日本に留まり、彼女と共に新生Liella!の一員として導く存在となった。
鬼塚 冬毬（おにつか とまり）
声 - 坂倉花
誕生日：12月28日 / 血液型：B型 / 身長163cm
高校1年生。夏美の妹。アグリーが口癖。姉の夏美と同じく茨城県牛久市出身。
無駄なことを嫌い、融通が効かない性格。姉である夏美を「姉者」と呼んでいるがマニーの鬼である上に軽蔑している。3期第1話では、新入生として、春から結ヶ丘に入学した。第2話では、新スクールアイドル部に加入し、同時に加入したかのんとマルガレーテの3人で「トマカノーテ」を結成した。第6話では、上海のスクールアイドルフェスティバルではシークレットゲストとして参加したのちマルガレーテと親密を深め、第8話では、学園祭の対決ライブで夏美とのわだかまりが遂に解けて和解した。それに伴い、スクールアイドル部に入部した。第11話では、マルガレーテに結ヶ丘に残ってLiella!を続けてほしいと説得するが一度は断られた。最終回では、かのん達の卒業式に立ち会い、学園を離れる際にかのんの持っているリボンを受け取り、マルガレーテに日本へ留まる様に押し切って、彼女と共に新生Liella!の一員として導く存在となった。

#### 学校関係者
七草ナナミ（ななくさ ななみ）、ヤエ、ココノ
声 - 和氣あず未（ナナミ）、富田美憂（ヤエ）、白石晴香（ココノ）
高校1→2→3年生。かのんと同じ普通科の生徒。栗色の髪で三つ編みの女性がナナミ、緑がかった黒髪をお団子にしている女性がヤエ、茶髪のショートでボーイッシュの女性がココノ。
部員探しを手伝っていたかのんから候補として挙げられるも断る。しかし、心から彼女達を応援しラブライブの東京大会では彼女達をサポートした。
2期では、引き続きかのん達スクールアイドル部を応援する。ナナミは第8話で生徒会の結成時にてかのんに頼まれて、生徒会会計に就任した。
3期では、スクールアイドル部のLiella!と新スクールアイドル部のトマカノーテのどちらも応援し、1つのグループになるところまで見守った。最終回では、かのん達を含む1期生達と共に結ヶ丘を卒業した。

理事長
声 - 朴璐美
結ヶ丘女子高等学校の理事長。
スクールアイドル活動を巡るかのん達と恋の対立の時には頭ごなしにスクールアイドル活動を否定する恋を窘めると同時にかのん達にスクールアイドル活動を認める条件として「スクールアイドルフェスで1位を取る」という課題を与えた。結果として1位は取れなかったものの、特別新人賞を取ったことを高く評価し、彼女達の活動を認めた。第8話では、廃校になった神宮音楽学校の生徒であることや恋の母親の花と同級生であること、彼女がスクールアイドル活動をしていたのも知っていたことを恋に明かした。

### Sunny Passion（サニーパッション）
本作のライバルグループ。神津島が生んだスーパースクールアイドル。愛称はサニパ。
メディアからの注目度が高く、街頭テレビに映像が流れたり、上海でもMVが流れていたりとかなりの知名度を誇る。実力も高く、第1期でLiella!が出場したラブライブ!で優勝している。第2期でもラブライブ!に出場したが、東京地区予選でウィーン・マルガレーテに敗北した。第3期では高校を卒業し、アイドルとして活動を続けている。 
聖澤 悠奈（ひじりさわ ゆうな）
声 - 吉武千颯
ひまわりのような明るさで心までぽかぽかにしてくれるサニパの太陽。明るく、人懐っこい性格で、かのん達Liella!にも気さくに接しているが、そういった態度とは裏腹にクーカーのライブを見て自分たちの脅威となりうることをいち早く察知したり、千砂都が一時期距離を置いていた意図をかのん以上に察するなど思慮深く、鋭い一面も持っている。また、かのん達の練習を見て、パフォーマンスの高さを評価している。
スクールアイドルライブのゲストとしてかのん達を招くために彼女らの元を訪れる。2期1話ではかのん達Liella!の実力を認めた。第9話ではマルガレーテに完全敗北し、素直に彼女へ敬意を表した。
3期第11話では、全国大会に駆けつけ、Liella!の連続優勝を見届けた。
柊 摩央（ひいらぎ まお）
声 - 結木ゆな
圧倒的美貌とあでやかな立ち居振る舞いサニパのナイトセクシー。知的で、クールな性格。かのん達に助言を与えたり、相談に乗ったり、また受け取り手に判断をゆだねるような形のアドバイスを送るなどスクールアイドルの先輩として頼れる一面を持っている。また、悠奈と共にかのん達のパフォーマンスの高さを評価している。
スクールアイドルライブのゲストとしてかのん達を招くために彼女らの元を訪れる。2期1話では悠奈と共にかのん達Liella!の実力を認めた。第9話ではマルガレーテに完全敗北し、素直に彼女へ敬意を表した。
3期第11話では、全国大会に駆けつけ、Liella!の連続優勝を見届けた。

### Liella!メンバーの親族、関係者
澁谷 ありあ（しぶや ありあ）
声 - 松永あかね
中学2→3年→高校1年生。かのんの妹。メガネをかけている。受験の失敗を引きずりやさぐれていた姉を叱ったり、姉に代わって家の手伝いをするなどしっかり者である。また姉妹仲は良好で、あがり症の姉を心配したり、母と共にライブに来るなど、姉のことは素直に応援している。
かのんが高校3年生になると同時に、結女とは別の高校に入学した。
かのんの母
声 - 能登麻美子
かのんとありあの母親。喫茶店を経営している。
サヤ
声 - 花澤香菜
恋の実家で働いているメイド。クールな性格で、落ち着いた雰囲気をしている。
経済的理由により恋から最後の給料とお暇を出され、断ったものの、最終的に離職した。その後、恋の父の資金援助により恋の実家に呼び戻され、再びメイドとして復職した。
すみれの妹
声 - 和多田美咲
すみれの妹。すみれと同じく金髪で赤いヘアバンドをしているが、髪型はショートカットである。巫女服を着用し、すみれと共に神社の手伝いをすることもある。
葉月 花（はづき はな）
声 - 遠藤綾
恋の母。新設校である結ヶ丘女子高等学校の創設者。
かつての母校である神宮音楽学校の再興を目指して奔走し、創立まで漕ぎ着けたが、無理が祟って他界した。
きな子の母
声 - 大谷育江
きな子の母親。北海道ニセコ町でペンションを経営している。
夏美と冬毬の母
声 - 日笠陽子
夏美と冬毬の母親。茨城県牛久市で鬼塚商店を経営している。
唐 萌萌（タン モンモン）
声 - らん
可可の姉。故郷の上海で暮らしている。妹を誰よりも溺愛していて、日本でのスクールアイドル活動を心から応援している。性格は心優しいがちょっぴりいたずら好きである。
上海で開催されるスクールアイドルフェスティバルにLiella!とトマカノーテを招待した。
マルガレーテの姉
声 - 雨宮天
マルガレーテの姉。故郷のオーストリアで暮らしており、ウィーン国立音楽学校の生徒でもある。妹のウィーンを心から溺愛している。

## 読者参加企画
過去のラブライブ!シリーズ作品と同様に、公募・投票企画を多数実施している。

### 学校関連
主人公たちが通う学校に関する以下の設定は、公募によって決められた。
- 校名：2020年3月16 - 31日に校名案を公募し、4月10 - 22日に決選投票を実施、5月18日に「結ヶ丘女子高等学校」（考案者：エモいな、かふぇらて、kakao nikoの3名）の採用を発表した。
- 校章デザイン：2020年7月15日から8月18日にかけて制作側から発表された6案による決選投票を実施し、9月16日に結果が発表された。
- ジャージデザイン：2020年9月16日から10月15日にかけて制作側から発表された5案（デザインはいずれもイラストレーターの白玉による）による決選投票を実施し、11月16日に結果が発表された。
- 名物パン：2020年9月16日から10月15日にかけて案を公募、11月16日から12月14日に決選投票を実施、2021年1月18日に「エンジェルパン」（考案者：ヒラヒラ）、「カルボナーラパン」（同：トム＝ハン）、「さくらサプライズ！」（同：Aoi）、「ネコパンチ」（同：ヨンピピ）、「ミルキィウェイ」（同：Rubi）の採用を発表した。
- マスコット：2020年11月16日から2021年1月8日にかけて案を公募、2月15日から3月15日にかけて決選投票を実施し、4月14日に「ゆいがおー」（考案者：あぶけろ）の採用を発表した。
- オリジナルドリンク：2020年12月15日から2021年2月8日にかけて案を公募、3月15日から4月14日にかけて決選投票を実施し、5月17日に「結美茶」（考案者：シホ）、「流れ星のトキメキソーダ」（同：あおい*）、「アオハルネモネード」（同：山川うみ）、「結ヶ丘もちタピ」（同：ぜあみちゃん）、「ばななっこ」（同：AYAKA）の採用を発表した。
- Webラジオ番組名：2021年1月30日から3月14日にかけて公募、3月30日から4月11日にかけて決選投票を実施し、5月4日配信回で「結女放課後放送局リエラジ!」の採用を発表した。

### グループ、ユニット
本作の主人公グループ「Liella!」のグループ名は、公募によって決められた。
| ユニット名 | ユニット名考案 | ユニット名決定時期 | ユニット名募集時期                                              | 選出方法                                           |
| ---------- | -------------- | ------------------ | --------------------------------------------------------------- | -------------------------------------------------- |
| Liella!    | とら           | 2020年9月16日      | 一次選考：2020年7月15日-7月31日 二次選考：2020年8月17日-8月31日 | 一次選考：G's編集部による選考 二次選考：ファン投票 |

### メインキャストオーディション
本作のメインキャストを選ぶ一般公募オーディション。1期生キャストを選ぶ第1回と、3期生キャストを選ぶ第2回が開催された。

#### 第1回
2020年3月16日〜31日にかけて、参加者募集（一次審査：書類選考）と二次審査における課題曲投票を実施した。その後4月に二次審査を実施する予定であったが、新型コロナウイルス感染拡大や改正・新型インフルエンザ等対策特別措置法に基づく緊急事態宣言の発令などの影響により無期延期状態となる。その後、二次・最終審査の時期は一般公表されないまま、2020年12月14日に他のキャストとともに、伊達と青山がオーディション合格者として発表された。オーディションで選ばれる出演者は1名の予定であったが、合格者として発表されたのは2名となった。
このオーディションには、後に2期生・桜小路きな子役として起用される鈴原も参加しており、このオーディションでの評価が起用に繋がった。そのため、実質的な合格者は3名である。
また、楡井希実（蓮ノ空女学院スクールアイドルクラブ・日野下花帆役）と花宮初奈（同・乙宗梢役）も本オーディションに応募していたが、不合格となったことをインタビューで明かしている。

#### 第2回
2022年11月1日から30日から1次審査（書類審査）エントリーを受付。2023年2月にオンラインによる2次審査と、実地での3次審査、3月に最終審査を実施。
2023年同年6月11日に行われたLiella!生放送にて、坂倉が合格者として発表された。

## テレビアニメ
第1期は2019年1月28日発売の『LoveLive!Days』誌面および公式サイト・Twitterにて製作が発表された。2021年7月11日から10月17日にかけて、NHK Eテレにて毎週日曜日の19:00 - 19:25で放送された。ラブライブ!シリーズのテレビアニメ作品で、初回放送がNHK（日本放送協会）であるのはこの作品が初となる。
第2期は2021年10月24日開催の第1期振り返り上映会にて製作が発表された。2022年7月17日から10月9日まで第1期と同じ時間枠で放送された。
「ラブライブ!シリーズ」初となる第3期は、第2期最終話の放送直後の生配信番組内で発表された。2024年10月6日から12月22日にかけて毎週日曜日の17:00 - 17:25に放送された。

### あらすじ
第1期
新設校の私立結ヶ丘女子高等学校に入学した澁谷 かのんは、同じく新入生である唐 可可に誘われてスクールアイドルグループ「クーカー」としての活動を始める。ダンスが上手い幼馴染の嵐 千砂都の協力もあってスキルを上げていくが、生徒会長の葉月 恋はかのんたちのスクールアイドル活動を「学校に不要なもの」として敵視する。やがて、子役として活動していた平安名 すみれや千砂都も加わり、人気グループ・Sunny Passionとの交流を経て成長するかのんたち。恋もまた、亡き母がスクールアイドルを恨んでいたという考えが誤解であったことに気づき、自身もかのんたちの活動に魅せられてスクールアイドルをしてみたい気持ちが芽生えており、そんな彼女をかのんたちは快く迎える。5人となったかのんたちはグループ名を「Liella!」に改め、スクールアイドルの全国大会「ラブライブ!」に挑戦。イルミネーションが輝く通りでのステージで、輝かしいパフォーマンスを披露するのだった。
第2期
前回のラブライブ!で東京大会準優勝となったLiella!は2年生に進級し、結ヶ丘に新1年生が入学して来た。その中で、桜小路 きな子、米女 メイ、若菜 四季、鬼塚 夏美の4人がスクールアイドル部に入部。ともにLiella!として次のラブライブ!での優勝を目指していく。だが、Liella!をライバル視する少女ウィーン・マルガレーテが現れ、その圧倒的なパフォーマンスで世間の話題をさらっていく。やがて始まったラブライブ!で、マルガレーテは前回優勝者のSunny Passionを東京地区予選で破り、次の段階へ進む。Sunny Passionの無念を背負ったLiella!は東京地区本選で彼女と対決。結果、マルガレーテを下して全国大会決勝への進出を決めたLiella!は、見事に優勝を果たす。かのんはマルガレーテとの約束であるオーストリアへの留学に向けて準備するが、突如マルガレーテから留学中止を告げられ、混乱するかのんの叫びで物語は終わる。
第3期
かのんがマルガレーテに伴って留学することが中止になったのは、ラブライブ!で優勝できなかったためマルガレーテにウィーン音楽学校への編入資格が与えられなかったためだった。「Liella!から学ぶため」という理由で結ヶ丘に入学したマルガレーテは「Liella!はライバル」と宣言し新スクールアイドル部を立ち上げ、Liella!とライバルとして切磋琢磨することを宣言したかのん、夏美の妹である新入生・鬼塚 冬毬が入部し、3人でスクールアイドルグループ「トマカノーテ」を結成した。上海のスクールアイドルフェスティバルでのコラボステージや、学園祭の対決ライブを経てLiella!メンバーとのわだかまりが解け、両者は和解。その後、1校1グループしか出場できないラブライブ!に出場するためトマカノーテは解散し、かのんがLiella!に復帰、マルガレーテと冬毬が新たに加入した。11人となったLiella!はラブライブ!に挑戦し、史上初の連覇を達成する。その後、1期生は引退し、メイが部長、きな子が生徒会長となる。かのんはウィーン音楽学校へ留学、北京の大学に進学した可可は、すみれとともに芸能事務所へ所属、千砂都はプロのダンサー、恋は大学へ進学することとなる。そして卒業式、5人は後輩たちに向けて「始まりは君の空」を披露し、結ヶ丘に別れを告げた。

### スタッフ
|                              | 第1期                                          | 第2期                                          | 第3期                                          |
| ---------------------------- | ---------------------------------------------- | ---------------------------------------------- | ---------------------------------------------- |
| 企画                         | 佐々木新、櫻井優香                             | 佐々木新、櫻井優香                             | 田中紀明、黒田学                               |
| 企画                         | 徳田直巳                                       | 吉良浩一                                       | N/A                                            |
| 企画                         | N/A                                            | 広瀬和彦                                       | 成田耕祐                                       |
| 原作                         | 矢立肇                                         | 矢立肇                                         | 矢立肇                                         |
| 原案                         | 公野櫻子                                       | 公野櫻子                                       | 公野櫻子                                       |
| 監督                         | 京極尚彦                                       | 京極尚彦                                       | 京極尚彦                                       |
| 演出助手                     | N/A                                            | 松永浩太郎                                     | 藤本孝輔                                       |
| シリーズ構成・脚本           | 花田十輝                                       | 花田十輝                                       | 花田十輝                                       |
| キャラクターデザイン原案     | 室田雄平                                       | 室田雄平                                       | 室田雄平                                       |
| キャラクターデザイン         | 斎藤敦史                                       | 斎藤敦史                                       | 斎藤敦史                                       |
| デザインワークス             | 如月憂                                         | 如月憂                                         | 如月憂                                         |
| メインアニメーター           | N/A                                            | 佐藤誠之、水野辰哉                             | 佐藤誠之、水野辰哉                             |
| コンセプトアート             | 西川洋一                                       | 西川洋一                                       | 西川洋一                                       |
| 美術監督                     | 春日礼児                                       | 春日礼児                                       | 春日礼児                                       |
| 色彩設計                     | 加藤里恵                                       | 加藤里恵                                       | 加藤里恵                                       |
| CGディレクター               | 飯沼佑樹                                       | 黒﨑豪                                         | 岩﨑優香                                       |
| 撮影監督                     | 北岡正                                         | 北岡正                                         | 北岡正                                         |
| 編集                         | 今井大介                                       | 今井大介                                       | 今井大介                                       |
| 音響監督                     | 長崎行男                                       | 長崎行男                                       | 長崎行男                                       |
| 音響協力                     | 法元明菜                                       | 法元明菜                                       | 法元明菜                                       |
| 音楽プロデューサー           | 田村宏樹                                       | N/A                                            | 森山知里                                       |
| 音楽                         | 藤澤慶昌                                       | 藤澤慶昌                                       | 藤澤慶昌                                       |
| 音楽制作                     | ランティス                                     | ランティス                                     | ランティス                                     |
| 音楽制作                     | サンライズミュージック                         | N/A                                            | N/A                                            |
| エグゼクティブプロデューサー | 田中紀明、木下光正、湯浅隆明                   | 田中紀明、木下光正、湯浅隆明                   | 槙本裕紀                                       |
| 企画プロデューサー           | 若林悠紀                                       | 若林悠紀                                       | 若林悠紀                                       |
| 企画プロデューサー           | 槙本裕紀、諏訪浩樹                             | 槙本裕紀、諏訪浩樹                             | N/A                                            |
| 企画プロデューサー           | N/A                                            | 宮崎智保                                       | N/A                                            |
| プロデューサー               | 大塚大                                         | 大塚大                                         | 大塚大                                         |
| プロデューサー               | 脇黒丸翔大                                     | 脇黒丸翔大                                     | N/A                                            |
| アニメーション制作           | サンライズ                                     | サンライズ                                     | サンライズ                                     |
| 製作                         | 2021 プロジェクトラブライブ！ スーパースター!! | 2022 プロジェクトラブライブ！ スーパースター!! | 2024 プロジェクトラブライブ！ スーパースター!! |

### 主題歌・挿入歌

#### 第1期
「START!! True dreams」
Liella!によるオープニングテーマ。作詞は畑亜貴、作曲は小幡康裕、編曲は山下洋介。
「未来は風のように」
Liella!によるエンディングテーマ。作詞は畑亜貴、作曲は山田智和、編曲は久保田真悟（Jazzin'park）、弦編曲は兼松衆。
「未来予報ハレルヤ！」
Liella!による第1話挿入歌。作詞は宮嶋淳子、作曲はEFFY、編曲は山下洋介。
「Tiny Stars」
澁谷かのん（伊達さゆり）、唐可可（Liyuu）による第3話挿入歌。作詞は宮嶋淳子、作曲・編曲は秋浦智裕、弦編曲は兼松衆。
「常夏☆サンシャイン」
澁谷かのん（伊達さゆり）、唐可可（Liyuu）、嵐千砂都（岬なこ）、平安名すみれ（ペイトン尚未）による第6話挿入歌。作詞は宮嶋淳子、作曲・編曲はEFFY。
「Wish Song」
Liella!による第8話挿入歌。作詞は宮嶋淳子、作曲はフワリ、編曲は兼松衆。
「Dreaming Energy」
Liella!による第9話挿入歌。作詞は宮嶋淳子、作曲は廣中トキワ、編曲はPeach。
「ノンフィクション!!」
Liella!による第10話挿入歌。作詞は宮嶋淳子、ラップ詞はモン吉、作曲はモン吉と田中隼人、編曲は田中隼人。
「私のSymphony〜澁谷かのんVer.〜」
澁谷かのん（伊達さゆり）による第11話挿入歌。作詞は宮嶋淳子、作曲は高木誠司、高慶"CO-K"卓史、編曲は兼松衆。
「Starlight Prologue」
Liella!による第12話挿入歌。作詞は宮嶋淳子、作曲は小幡康裕、編曲は山下洋介、弦編曲は兼松衆。

#### 第2期
「WE WILL!!」
Liella!によるオープニングテーマ。作詞は宮嶋淳子、作曲はMotokiyo、編曲は山下洋介。
「追いかける夢の先で」
Liella!によるエンディングテーマ。作詞は畑亜貴、作曲は石黑剛、常楽寺澪、編曲は久保田真悟（Jazzin'park）、弦編曲は兼松衆。
「Welcome to 僕らのセカイ」
Liella!による第1話挿入歌。作詞は宮嶋淳子、作曲は光増ハジメ、編曲はEFFY、弦菅編曲は森悠也。
「Butterfly Wing」
ウィーン・マルガレーテ（結那）による第3話挿入歌。作詞は宮嶋淳子、作曲・編曲は森悠也。
「Go!! リスタート」
Liella!による第3話挿入歌。作詞は宮嶋淳子、作曲・編曲は石黑剛、常楽寺澪、編曲は石黑剛。
「ビタミンSUMMER!」
Liella!による第6話挿入歌。作詞は宮嶋淳子、作曲・編曲はヒゲドライバー。
「Chance Day, Chance Way!」
Liella!による第8話挿入歌。作詞は宮嶋淳子、作曲・編曲は津波幸平。
「エーデルシュタイン」
ウィーン・マルガレーテ（結那）による第10話挿入歌。作詞は宮嶋淳子、作曲・編曲は森悠也。
「Sing! Shine! Smile!」
Liella!による第10話挿入歌。作詞は宮嶋淳子、作曲は小幡康裕、編曲は前田佑、弦編曲は兼松衆。
「未来の音が聴こえる」
Liella!による第12話挿入歌。作詞は宮嶋淳子、作曲は小幡康裕、編曲は兼松衆。

#### 第3期
「Let's be ONE」
Liella!によるオープニングテーマおよび第9話挿入歌。作詞は宮嶋淳子、作曲・編曲は大畑拓也、弦編曲は森悠也。
「DAISUKI FULL POWER」
Liella!によるエンディングテーマ。作詞は畑亜貴、作曲は石黑剛、常楽寺澪、編曲は石黑剛、弦編曲は兼松衆。
「Butterfly Wing 〜Piano Ver.〜」
ウィーン・マルガレーテ（結那）による第1話挿入歌。作詞は宮嶋淳子、作曲・編曲は森悠也。
「Bubble Rise」
澁谷かのん（伊達さゆり）、ウィーン・マルガレーテ（結那）、鬼塚冬毬（坂倉花）による第2話挿入歌。作詞は宮嶋淳子、作曲はRyu、編曲はEFFY。
「Special Color」
Liella!による第3話挿入歌。作詞は宮嶋淳子、作曲・編曲は園田健太郎、藤原彩豊。
「星屑クルージング〜上海Ver.〜」
唐可可（Liyuu）による第5話挿入歌。作詞は宮嶋淳子、作曲・編曲は小幡康裕、中国語訳詞は宮川依恋。
「絶対的LOVER」
Liella!による第6話挿入歌。作詞は宮嶋淳子、作曲・編曲はRasmus Faber。
「Dazzling Game」
Liella!による第8話挿入歌。作詞は宮嶋淳子、作曲は古河夕、編曲はEFFY、弦編曲は森悠也。
「笑顔のPromise」
Liella!による第10話挿入歌。作詞は宮嶋淳子、作曲はフワリ、編曲は兼松衆。
「スーパースター!!」
Liella!による第11話挿入歌。作詞は宮嶋淳子、作曲・編曲は小幡康裕。
「始まりは君の空 〜11 Ver.〜」
Liella!による第12話挿入歌。作詞は畑亜貴、作曲・編曲は兼松衆。

### 各話リスト
スタッフクレジットは公式ホームページに正式なクレジットが掲載されており、各種配信媒体でもこの正式なスタッフクレジットが用いられている。NHK Eテレでの放送時は、一部スタッフのクレジット省略・変更が行われており、下記リストとは一致しない。
| 話数 | サブタイトル           | 絵コンテ | 演出              | 作画監督 | ダンスパート | ダンスパート | ダンスパート             | 総作画監督               | 初放送日       |
| 話数 | サブタイトル           | 絵コンテ | 演出              | 作画監督 | 絵コンテ     | 演出         | 作画監督                 | 総作画監督               | 初放送日       |
| ---- | ---------------------- | -------- | ----------------- | --- | ------------ | ------------ | ------------------------ | ------------------------ | -------------- |
| #01  | まだ名もないキモチ     | 京極尚彦 | 京極尚彦          | いとうまりこ 加藤愛 永山恵 久松沙紀 | -            | -            | 尾尻進矢 佐藤誠之        | 斎藤敦史                 | 2021年 7月11日 |
| #02  | スクールアイドル禁止!? | 京極尚彦 | 遠藤広隆          | 市原圭子 尾尻進矢 | -            | -            | -                        | 斎藤敦史 佐野恵一        | 7月18日        |
| #03  | クーカー               | 京極尚彦 | 大島克也          | 伊礼えり 加藤愛 西村彩 | 京極尚彦     | 京極尚彦     | 佐藤誠之 鄧佳湄 水野辰哉 | 斎藤敦史 佐野恵一 冨岡寛 | 8月8日         |
| #04  | 街角ギャラクシー☆彡    | 森田宏幸 | 居村健治          | 後藤望 杉本海帆 とみながまり 吉田雄一 | -            | -            | -                        | 斎藤敦史 佐野恵一        | 8月15日        |
| #05  | パッションアイランド   | 誌村宏明 | いまむら          | 徳田賢朗 日向正樹 | -            | -            | -                        | 斎藤敦史 佐野恵一        | 8月22日        |
| #06  | 夢見ていた             | 誌村宏明 | 遠藤広隆          | いとうまりこ 尾尻進矢 木村文香 永山恵 山村俊了                                                                                             | 京極尚彦     | 京極尚彦     | 鄧佳湄 久松沙紀 水野辰哉 | 斎藤敦史 佐野恵一        | 9月5日         |
| #07  | 決戦！生徒会長選       | 安藤良   | 安藤良            | 加藤愛 菊川孝司 永山恵 水野辰哉 吉田雄一                                                                                                   | -            | -            | -                        | 斎藤敦史 佐野恵一 冨岡寛 | 9月12日        |
| #08  | 結ばれる想い           | 京極尚彦 | いまむら          | 石井久美 市原圭子 菊川孝司 北島勇樹 清水文乃 茂木琢次                                                                                      | -            | 京極尚彦     | 佐藤誠之 鄧佳湄 久松沙紀 | 斎藤敦史 佐野恵一        | 9月19日        |
| #09  | 君たちの名は？         | 大島克也 | 大島克也          | 市原圭子 尾尻進矢 清水文乃 高澤美佳 永山恵 藤井智之 水野辰哉 吉田雄一                                                                      | -            | -            | -                        | 斎藤敦史 佐野恵一 冨岡寛 | 9月26日        |
| #10  | チェケラッ!!           | 森田宏幸 | 居村健治          | 石井久美 いとうまりこ 粕川みゆき 菊川孝司 佐藤誠之 鄧佳湄 藤井智之 吉田雄一                                                                | 京極尚彦     | 京極尚彦     | 藤井智之                 | 斎藤敦史 佐野恵一 冨岡寛 | 10月3日        |
| #11  | もう一度、あの場所で   | 誌村宏明 | 遠藤広隆          | 市原圭子 尾尻進矢 粕川みゆき 亀田朋幸 清水文乃 永山恵 藤井智之 水野辰哉                                                                    | -            | -            | -                        | 斎藤敦史 佐野恵一 冨岡寛 | 10月10日       |
| #12  | Song for All           | 京極尚彦 | 京極尚彦 大島克也 | 石井久美 市原圭子 いとうまりこ 伊礼えり 尾尻進矢 柿畑文乃 粕川みゆき 加藤照代 亀田朋幸 清水文乃 チョウ 久松沙紀 藤井智之 水野辰哉 吉田雄一 | -            | -            | 佐藤誠之 藤井智之 森淳   | 斎藤敦史 佐野恵一        | 10月17日       |

| 話数 | サブタイトル           | 絵コンテ            | 演出              | 作画監督 | ダンスパート             | ダンスパート             | ダンスパート                                               | 総作画監督               | 初放送日       |
| 話数 | サブタイトル           | 絵コンテ            | 演出              | 作画監督 | 絵コンテ                 | 演出                     | 作画監督                                                   | 総作画監督               | 初放送日       |
| ---- | ---------------------- | ------------------- | ----------------- | --- | ------------------------ | ------------------------ | ---------------------------------------------------------- | ------------------------ | -------------- |
| #01  | ようこそLiella!へ！    | 京極尚彦            | 遠藤広隆          | 市原圭子 佐藤誠之 水野辰哉 山村俊了 | -                        | 京極尚彦                 | 飯田剛士 尾尻進矢 後藤望 佐藤誠之 鄧佳湄 久松沙紀 藤井智之 | 斎藤敦史 佐野恵一        | 2022年 7月17日 |
| #02  | 2年生と1年生           | 大島克也            | 大島克也          | 新田美津姫 山口葵 山中純子 | -                        | -                        | -                                                          | 斎藤敦史 佐野恵一        | 7月24日        |
| #03  | 優勝候補               | 京極尚彦 松永浩太郎 | 綿田慎也          | 市原圭子 佐藤誠之 水野辰哉 山村俊了 | 京極尚彦 中山直哉 [ 26 ] | 京極尚彦 中山直哉 [ 26 ] | 尾尻進矢 後藤望 鄧佳湄 久松沙紀 山口葵                     | 斎藤敦史 佐野恵一        | 7月31日        |
| #04  | 科学室のふたり         | いまむら            | いまむら          | 伊藤幸 杉本海帆 水野辰哉 向川原憲 森淳 | -                        | -                        | -                                                          | 斎藤敦史 佐野恵一        | 8月7日         |
| #05  | マニーは天下の回りもの | 誌村宏明            | 小谷野竜成        | 石井久美 市原圭子 尾尻進矢 工藤ゆき 小沼よしい 佐藤誠之 水野辰哉 山口葵 山村俊了                                                                         | -                        | -                        | -                                                          | 斎藤敦史 佐野恵一 冨岡寛 | 8月14日        |
| #06  | DEKKAIDOW!             | 遠藤広隆            | 遠藤広隆          | 阿曽仁美 伊藤幸 亀田朋幸 工藤ゆき 五藤有樹 清水文乃 松田萌 水野辰哉 山村俊了                                                                             | 京極尚彦                 | 京極尚彦                 | 後藤望 佐藤誠之 鄧佳湄 久松沙紀                            | 斎藤敦史 佐野恵一        | 8月21日        |
| #07  | UR 葉月恋              | 大島克也            | 大島克也          | 阿曽仁美 石井久美 市原圭子 井元一彰 尾尻進矢 工藤ゆき 黒田ありさ 赵晓昕 永山恵 林央剛 松田萌 山口葵 山村俊了                                             | -                        | -                        | -                                                          | 斎藤敦史 佐野恵一        | 8月28日        |
| #08  | Chance Way             | 誌村宏明            | いまむら          | 阿曽仁美 石井久美 市原圭子 尾尻進矢 粕川みゆき 亀田朋幸 工藤ゆき 黒田ありさ 五藤有樹 永山恵 水野辰哉 山澤純玲 山村俊了 吉田雄一                          | 松永浩太郎               | 松永浩太郎               | 後藤望 佐藤誠之 鄧佳湄 久松沙紀                            | 斎藤敦史 佐野恵一 冨岡寛 | 9月11日        |
| #09  | 勝利のために           | 佐藤照雄            | 砂川正和          | 今田茜 鎌倉宏也 菊池陽介 佐藤秋子 中島渚 中原竜太 | -                        | -                        | -                                                          | 斎藤敦史 佐野恵一 冨岡寛 | 9月18日        |
| #10  | 渋谷に響く歌           | 京極尚彦            | 綿田慎也          | 阿曽仁美 石井久美 市原圭子 いとうまりこ 尾尻進矢 粕川みゆき 亀田朋幸 工藤ゆき 黒田ありさ 五藤有樹 清水文乃 永山恵 松田萌 水野辰哉                        | 京極尚彦 中山直哉 [ 27 ] | 京極尚彦 中山直哉 [ 27 ] | 石田一将 後藤望 佐藤誠之 鄧佳湄 久松沙紀                   | 斎藤敦史 佐野恵一 冨岡寛 | 9月25日        |
| #11  | 夢                     | 菱田正和            | 小谷野竜成        | 阿曽仁美 石井久美 石田一将 市原圭子 いとうまりこ 尾尻進矢 粕川みゆき 亀田朋幸 工藤ゆき 五藤有樹 小沼よしい 清水文乃 永山恵 松田萌 水野辰哉 向川原憲      | -                        | -                        | -                                                          | 斎藤敦史 佐野恵一 冨岡寛 | 10月2日        |
| #12  | 私を叶える物語         | 京極尚彦            | 京極尚彦 遠藤広隆 | 阿曽仁美 飯田剛士 石井久美 石田一将 市原圭子 尾尻進矢 粕川みゆき 加藤照代 亀田朋幸 工藤ゆき 黒田ありさ 永山恵 松田萌 水野辰哉 宮原拓也 山澤純玲 山村俊了 | 京極尚彦 松永浩太郎      | 京極尚彦                 | 後藤望 佐藤誠之 鄧佳湄 久松沙紀                            | 斎藤敦史 佐野恵一 冨岡寛 | 10月9日        |

| 話数 | サブタイトル               | 絵コンテ   | 演出                    | 作画監督 | ダンスパート   | ダンスパート                                 | 総作画監督                 | 初放送日       |
| 話数 | サブタイトル               | 絵コンテ   | 演出                    | 作画監督 | 絵コンテ・演出 | 作画監督                                     | 総作画監督                 | 初放送日       |
| ---- | -------------------------- | ---------- | ----------------------- | --- | -------------- | -------------------------------------------- | -------------------------- | -------------- |
| #01  | 私の決めた道               | 京極尚彦   | 遠藤広隆                | 佐藤誠之 高野菜央 藤井智之 水野辰哉                                                                                              | -              | -                                            | 斎藤敦史 佐野恵一 藤井智之 | 2024年 10月6日 |
| #02  | トマカノーテ               | 古田丈司   | 小谷野竜成              | 市原圭子 尾尻進矢 後藤望 山澤純玲 渡邊敬介                                                                                       | 京極尚彦       | 藤井智之 佐藤誠之                            | 斎藤敦史 佐野恵一 藤井智之 | 10月13日       |
| #03  | 白色のセンター             | いまむら   | いまむら                | 伊藤幸 佐藤誠之 水野辰哉 | 松永浩太郎     | 後藤望 水野辰哉                              | 斎藤敦史 佐野恵一 藤井智之 | 10月20日       |
| #04  | No Rain, No Rainbow        | 出合小都美 | 綿田慎也                | 市原圭子 尾尻進矢 粕川みゆき 水野辰哉                                                                                            | -              | -                                            | 斎藤敦史 佐野恵一 藤井智之 | 10月27日       |
| #05  | 你好！上海！小籠包〜！     | 河村智之   | 河村智之 ほりうちゆうや | 市原圭子 大野勉 尾尻進矢 菅野利之 佐野恵一 水野辰哉 吉田雄一                                                                     | -              | -                                            | 斎藤敦史 佐野恵一 藤井智之 | 11月3日        |
| #06  | タカラモノ                 | 京極尚彦   | 京極尚彦                | 市原圭子 尾尻進矢 鈴木祥子 永山恵 福島ハル 水野辰哉 安武航                                                                       | -              | 佐藤誠之 小林美幸 水野辰哉                   | 斎藤敦史 佐野恵一 藤井智之 | 11月10日       |
| #07  | Liella!に勝つために        | 誌村宏明   | 松永浩太郎              | 市原圭子 尾尻進矢 迫由里香 四沢聖矢 水野辰哉 山本亮友 渡邊敬介                                                                   | -              | -                                            | 斎藤敦史 佐野恵一 藤井智之 | 11月17日       |
| #08  | 結ヶ丘 VS 結ヶ丘           | 京極尚彦   | 京極尚彦                | 内野瑞樹 小堤悠香 清水文乃 陳晟 中屋了 永山恵 福島ハル                                                                           | -              | 海老澤舞子 後藤望 小林美幸 水野辰哉          | 斎藤敦史 佐野恵一 藤井智之 | 11月24日       |
| #09  | ザルツブルガー・ノッケルン | 古田丈司   | 小谷野竜成              | 今西美沙季 尾尻進矢 粕川みゆき 佐藤このみ 清水文乃 シマダ 中屋了 四沢聖矢 水野隆宏 水野辰哉 むらせまいこ                         | 京極尚彦       | 浅野勝也 尾尻進矢 小牧容子 東出太            | 斎藤敦史 佐野恵一 藤井智之 | 12月1日        |
| #10  | 桜小路きな子               | 山本裕介   | 松永浩太郎              | 市原圭子 伊藤幸 今西美沙季 上野歩美 内野瑞希 粕川みゆき 陳晟 永山恵 西村祐希 橋本尚典 畠山佳苗 福島ハル 彭佩琦 渡邊敬介 渡辺義弘 | 京極尚彦       | 尾尻進矢 小堤悠香 小林美幸 佐藤誠之 水野辰哉 | 斎藤敦史 佐野恵一 藤井智之 | 12月8日        |
| #11  | スーパースター!!           | 京極尚彦   | 綿田慎也                | 大野勉 斉藤香 杉浦尭侑 吉田雄一                                                                                                  | 京極尚彦       | 後藤望 小林美幸 水野辰哉 安武航              | 斎藤敦史 佐野恵一 藤井智之 | 12月15日       |
| #12  | ずっとずっと！             | 京極尚彦   | 京極尚彦                | 市原圭子 今西美沙季 内野瑞希 尾尻進矢 小堤悠香 粕川みゆき 小牧容子 西村祐希 畠山佳苗 福島ハル 三浦春樹 水野辰哉 四沢聖矢         | 京極尚彦       | 粕川みゆき 後藤望 小林美幸 佐藤誠之 高野菜央 | 斎藤敦史 佐野恵一 藤井智之 | 12月22日       |

### リエラのうた
NHK Eテレでの本編終了後に放送されるミニコーナーで、放送法83条にて禁止されている「（協会における）広告放送」の枠を活用する形で次回予告の後に設けられた。絵コンテは主にいまむらが担当。第2期第6・9話では松永浩太郎との連名。第2期10話ではchinami、11話ではA.Itoがそれぞれ担当した。アニメーションはchinami、A.Ito（第1期第4話以降）。
全楽曲共通で作詞は宮嶋淳子、作曲は小幡康裕、編曲は森悠也がそれぞれ担当。

#### 第1期（リエラのうた）
「Primary」
第1話の楽曲。歌はLiella!。
「Memories」
第2・3話の楽曲。歌は第2話時が澁谷かのん（伊達さゆり）、第3話時が嵐千砂都（岬なこ）。
「Anniversary」
第4・5話の楽曲。歌は第4話時が唐可可（Liyuu）、第5話時が葉月恋（青山なぎさ）。
「Message」
第6・7話の楽曲。歌は第6話時が平安名すみれ（ペイトン尚未）、第7話時が澁谷かのん（伊達さゆり）。
「Ringing!」
第8・9話の楽曲。歌は第8話時が嵐千砂都（岬なこ）、第9話時が唐可可（Liyuu）。
「Dears」
第10・11話の楽曲。歌は第10話が葉月恋（青山なぎさ）、第11話が平安名すみれ（ペイトン尚未）。
「Departure」
第12話の楽曲。歌はLiella!。

#### 第2期（リエラのうた）
「Dreamer Coaster」
第1・2話の楽曲。歌は第1話が澁谷かのん（伊達さゆり）、第2話が桜小路きな子（鈴原希実）。
「エンドレスサーキット」
第3・4話の楽曲。歌は第3話が唐可可（Liyuu）、第4話が平安名すみれ（ペイトン尚未）。
「迷宮讃歌」
第5・6話の楽曲。歌は第5話が葉月恋（青山なぎさ）、第6話が鬼塚夏美（絵森彩）。
「プライム・アドベンチャー」
第7話の楽曲。歌はLiella!。
「パレードはいつも」
第8・9話の楽曲。歌は第8話が米女メイ（薮島朱音）、第9話が若菜四季（大熊和奏）。
「駆けるメリーゴーランド」
第10・11話の楽曲。歌は第10話が嵐千砂都（岬なこ）、第11話が澁谷かのん（伊達さゆり）。
「Time to go」
第12話の楽曲。歌はLiella!。

#### 第3期（リエラのうた）
「dolce」
第1・2話の楽曲。歌は第1話がウィーン・マルガレーテ（結那）、第2話が鬼塚冬毬（坂倉花）。
「Summer Escape!!」
第9話の楽曲。歌は桜小路きな子（鈴原希実）、米女メイ（薮島朱音）、若菜四季（大熊和奏）、鬼塚夏美（絵森彩）。
「11th moon」
第10話の楽曲。歌はウィーン・マルガレーテ（結那）、第2話が鬼塚冬毬（坂倉花）。
「ひとひらだけ」
第11話の楽曲。歌は澁谷かのん（伊達さゆり）、唐可可（Liyuu）、嵐千砂都（岬なこ）、平安名すみれ（ペイトン尚未）、葉月恋（青山なぎさ）。
「結ぶメロディ」
第12話の楽曲。歌はLiella!。

### ミニドラマ
NHK Eテレでの第3期第3話～第8話の本編終了後に放送されるミニドラマ。こちらも法律で禁止されている「（協会における）広告放送」の枠を活用している。
| サブタイトル                                        | 漫画・シナリオ | アニメーション | 放送日          |
| --------------------------------------------------- | -------------- | -------------- | --------------- |
| 結ヶ丘女子！ 恐怖の七不思議にLiella!が迫る！ -前編- | 種田優太       | HS             | 2024年 10月20日 |
| 2つの焼き芋                                         | 土方涼         | chinami、A.Ito | 10月27日        |
| キャンプの思い出                                    | 土方涼         | chinami、A.Ito | 11月3日         |
| かのんのラテアート                                  | 土方涼         | chinami、A.Ito | 11月10日        |
| 歌声が響く中で                                      | 土方涼         | chinami、A.Ito | 11月17日        |
| 結ヶ丘女子！ 恐怖の七不思議にLiella!が迫る！ -後編- | 種田優太       | HS             | 11月24日        |

### BD
| 巻 | 発売日         | 収録話          | 規格品番  |
| -- | -------------- | --------------- | --------- |
| 1  | 2021年9月28日  | 第1話 - 第2話   | BCXA-1667 |
| 2  | 2021年10月27日 | 第3話 - 第4話   | BCXA-1668 |
| 3  | 2021年11月26日 | 第5話 - 第6話   | BCXA-1669 |
| 4  | 2021年12月24日 | 第7話 - 第8話   | BCXA-1670 |
| 5  | 2022年1月26日  | 第9話 - 第10話  | BCXA-1671 |
| 6  | 2022年2月25日  | 第11話 - 第12話 | BCXA-1672 |

| 巻 | 発売日         | 収録話          | 規格品番  |
| -- | -------------- | --------------- | --------- |
| 1  | 2022年9月28日  | 第1話 - 第2話   | BCXA-1775 |
| 2  | 2022年10月28日 | 第3話 - 第4話   | BCXA-1776 |
| 3  | 2022年11月25日 | 第5話 - 第6話   | BCXA-1777 |
| 4  | 2022年12月23日 | 第7話 - 第8話   | BCXA-1778 |
| 5  | 2023年1月27日  | 第9話 - 第10話  | BCXA-1779 |
| 6  | 2023年2月24日  | 第11話 - 第12話 | BCXA-1780 |

| 巻 | 発売日         | 収録話          | 規格品番  |
| -- | -------------- | --------------- | --------- |
| 1  | 2024年12月25日 | 第1話 - 第2話   | BCXA-1954 |
| 2  | 2025年1月29日  | 第3話 - 第4話   | BCXA-1955 |
| 3  | 2025年2月26日  | 第5話 - 第6話   | BCXA-1956 |
| 4  | 2025年3月26日  | 第7話 - 第8話   | BCXA-1957 |
| 5  | 2025年4月23日  | 第9話 - 第10話  | BCXA-1958 |
| 6  | 2025年5月28日  | 第11話 - 第12話 | BCXA-1959 |

### 制作上のトラブル
テレビアニメ放送開始前月の2021年6月2日、作中に登場する喫茶店の外観の参考として実在の喫茶店であるカフェ香咲を使用していたが、事前の説明や配慮の不足があり、店舗の関係者に迷惑をかけたとして作中の当該建物のデザインを変更した。
| NHK Eテレ 日曜 19:00 - 19:25                                                    | NHK Eテレ 日曜 19:00 - 19:25                                      | NHK Eテレ 日曜 19:00 - 19:25                                            |
| 前番組                                                                          | 番組名                                                            | 次番組                                                                  |
| ------------------------------------------------------------------------------- | ----------------------------------------------------------------- | ----------------------------------------------------------------------- |
| ラブライブ!虹ヶ咲学園スクールアイドル同好会（第1期） （2021年4月11日 - 7月4日） | ラブライブ!スーパースター!!（第1期） （2021年7月11日 - 10月17日） | 映像研には手を出すな! （2021年10月24日 - 2022年1月2日） - ※再放送       |
| プラネテス （2022年1月9日 - 2022年7月10日） - ※再放送                           | ラブライブ!スーパースター!!（第2期） （2022年7月17日 - 10月9日）  | 不滅のあなたへ（第2シリーズ） （2022年10月23日 - 2023年3月12日）        |
| NHK Eテレ 日曜 17:00 - 17:25                                                    |                                                                   |                                                                         |
| ひつじのショーン （2024年7月7日 - 2024年9月29日） - ※再放送                     | ラブライブ!スーパースター!!（第3期） （2024年10月6日 - 12月22日） | スキップとローファー （2025年1月5日 - ） - ※2023年にUHFアニメとして放送 |

## 漫画
『ラブライブ！スーパースター!! Comic Book 2人の時間！ 〜Special times〜』がKADOKAWAより発売。コミック原案は犬井楡、作画は2C＝がろあ。
ラブライブ！公式TwitterおよびInstagramでは1コマ漫画『ラブライブ！スーパースター!! ちょこっとリエラ』が連載された。イラストはmoffmachi、構成は笹波ことみ。
ComicWalker、ニコニコ静画内の電撃G'sコミック（KADOKAWA）では4コマ漫画『ラブライブ！スーパースター!! ちぃちゃん部長は有能です！』が連載された。作画は種田優太。
- 矢立肇（原作）、公野櫻子（原案）、犬井楡（コミック原案）、2C＝がろあ（作画） 『ラブライブ！スーパースター!! Comic Book 2人の時間！ 〜Special times〜』 KADOKAWA、全2巻
  1. 2021年9月30日発売[36]、ISBN 978-4-04-914067-5
  2. 2021年11月19日発売[37]、ISBN 978-4-04-914068-2
- 矢立肇（原作）、公野櫻子（原案）、moffmachi（イラスト）、笹波ことみ（構成） 『ラブライブ！スーパースター!! ちょこっとリエラ』 KADOKAWA、2022年8月26日発売[38]、ISBN 978-4-04-914541-0
- 矢立肇（原作）、公野櫻子（原案）、種田優太（作画） 『ラブライブ！スーパースター!! ちぃちゃん部長は有能です！』 KADOKAWA〈電撃コミックスEX〉、既刊2巻（2024年12月27日現在）
  1. 2024年1月26日発売[39][40]、ISBN 978-4-04-915578-5
  2. 2024年12月27日発売[41]、ISBN 978-4-04-916193-9

## コラボレーション
他のラブライブ!シリーズ作品と合同でのコラボレーションは、ラブライブ!シリーズ#コラボレーションを参照。

### 渋谷区の各企業及び自治体
- 原宿ゲーマーズ - 2021年5月3日の開店時より本作とのオフィシャルタイアップを実施。看板娘総選挙も行われる予定である。
- CANDY・A・GO・GO! 原宿本店 - 『始まりは君の空』の発売を記念し、コラボグッズを販売した[42]。

### その他のコラボ
- アズワン[注釈 23]- メンバーの若菜四季が科学部との兼任であることから、コラボレーションLINEスタンプ及びコラボレーショングッズを販売[43]。
- 茨城県牛久市 - 鬼塚夏美・冬毬は同市出身という設定であり、テレビアニメ第3期第4話にて同市の牛久駅、牛久シャトー、牛久大仏が登場したことから、市主導で本作のポスターを掲示した[44]。
- 関東鉄道（京成グループ） - 牛久市コミュニティバスの一部車両に本作品のラッピングを実施[45]。

## トピックス
2022年3月1日、神奈川県横浜市南区に「葉月恋」を名乗る人物から図書カード5,000円分が郵送で寄付された。